# آلان بيرسيه
آلان بيرسيه (موليد 9 أبريل 1972) هو سياسي سويسري من الحزب الاشتراكي الديمقراطي. وهو عضو المجلس الاتحادي السويسري منذ 1 يناير عام 2012، وسبعة أعضاء الحكومة السويسرية، ورئيس الوزارة الاتحادية للشؤون الداخلية (وزير الداخلية السويسري). قبل أن ينتخب لعضوية المجلس الاتحادي في ديسمبر 2011، وكان عضوا في مجلس الولايات السويسري لكانتون فريبورغ منذ عام 2003، حيث شغل منصب الرئيس في مجلس الشعب خلال فترة 2008/2009. وأصبح في يوم 1 يناير عام 2018 رئيسا للاتحاد السويسري.

## روابط خارجية
- آلان بيرسيت على موقع مونزينجر (الألمانية)
- آلان بيرسيت على موقع ميوزك برينز (الإنجليزية)